# Comte de l'exèrcit
El comte de l'exèrcit (comes exercitus o praepositis hostis) era el funcionari considerat màxim responsable de l'exèrcit visigot en l'administració del regne visigot. No tenia autoritat civil.